# Thiago Motta
Thiago Motta Santon Olivares, född 28 augusti 1982, är en Brasilien-född italiensk före detta fotbollsspelare (mittfältare) och före detta tränare i Juventus.

## Klubbkarriär
Motta kom till Barcelona som 17-åring 1999. Han lämnade Barcelona 2007 efter att ha haft svårt att slå sig in i startelvan och flyttade till Atlético Madrid. Men han lyckades inte där heller så han flyttade till Genoa 2008. Den 20 maj 2009 blev han och Diego Milito klara för Inter i en dubbel-värvning från Genoa.

## Tränarkarriär
I oktober 2019 tog Motta över som ny huvudtränare i Serie A-klubben Genoa. Den 28 december 2019 blev han avskedad av Genoa, då klubben låg sist i Serie A.
Den 8 juli 2021 tog Motta över som huvudtränare i Spezia. Den 28 juni 2022 lämnade han klubben.
Den 12 september 2022 anställdes Motta som ny huvudtränare i Bologna, på ett kontrakt till sommaren 2024. I och med att kontraktet inte förlängdes, lämnade han klubben efter säsongen 2023/2024.
Den 12 juni 2024 anställdes Motta, på ett treårskontrakt, som huvudtränare i Juventus. Den 23 mars 2025 valde Juventus att ge Motta sparken från rollen som huvudtränare.